# Referendo sobre a independência da Ossétia do Sul em 1992
Referendo sobre a independência da Ossétia do Sul em 1992 foi um referendo de independência realizado na Ossétia do Sul em 19 de janeiro de 1992. Os eleitores responderam às perguntas: "Você concorda que a Ossétia do Sul deveria ser um país independente?" e "Você concorda com a solução do parlamento da Ossétia do Sul de 1 de setembro de 1991 sobre a união com a Rússia?"  As propostas foram aprovadas por 99,9% dos eleitores.

## Resultados

### Independência
| Opção                             | Votos  | %     |
| --------------------------------- | ------ | ----- |
| Favorável                         | 53.308 | 99.91 |
| Contrário                         | 48     | 0.09  |
| Votos inválidos/brancos           | 85     | 0.16  |
| Total                             | 53.441 | 100   |
| Eleitores registrados / afluência | 55.151 | 96.9  |

### União com a Rússia
| Opção                             | Votos  | %     |
| --------------------------------- | ------ | ----- |
| Favorável                         | 53.291 | 99.89 |
| Contrário                         | 57     | 0.11  |
| Votos inválidos/brancos           | 93     | 0.17  |
| Total                             | 53.441 | 100   |
| Eleitores registrados / afluência | 55.151 | 96.9  |